# Friedrich von Arenstorff
Friedrich von Arenstorff (dansk: Frederik von Arenstorff, født 24. juni 1626 på godset Rosenow i Mecklenburg, død 15. maj 1689) var en tysk officer i svensk og dansk tjeneste. 
Hans karriere startede i den svenske hær imod Polen i 1645, og han deltog i slaget om København i 1660. I 1661 kom han i dansk tjeneste, og i 1670 blev han adlet, og efter at hans bror Carl von Arenstorff var blevet såret og kongen var flygtet, havde han kommandoen over de danske styrker i slaget ved Lund i foråret 1676. Men efter mislykkede forsøg på at undsætte de danske styrker i den belejrede Kristianstad blev han i 1678 offer for en forræderianklage og stillet for krigsret og dømt til at skulle miste liv, ære, rang og ejendom. Han blev dog benådet af Christian 5., og nogle år senere gjorde han tjeneste i centraladministrationen, og i 1688 blev han igen kommanderende general. Men på grund af hændelserne i slaget ved Lund i 1676 og den mislykkede redning af de danske soldater ved Kristiansstad blev hans eftermæle som en ellers strålende feltherre ødelagt. 

## Levned
Frederik von Arenstorff blev page først hos en adelsmand i Slesvig og derefter hos hertugen af Holsten-Gottorp, men da han blev uenig med dennes overhofmarskal, forlod han det gottorpske hof og gik i dansk tjeneste som musketer. Han stod 1645 ved de tropper, som under oberst Lubbes havde besat Bremervørde Fæstning, og som året efter måtte overgive sig til den svenske general Kønigsmark. Arenstorff tog nu tjeneste i den svenske hær som fændrik ved Kønigsmarks Livregiment og avancerede hurtigt. Han var adjudant hos general Carl Gustaf Wrangel ved dennes overgang over Lillebælt 1658 og blev senere generaladjudant hos Karl X Gustav, da denne belejrede København. Samtidig hermed var han oberstløjtnant ved upplandske regiment. Da den svenske regering efter Karl X Gustav's død søgte at blive af med hærens fremmede officerer, rejste von Arenstorff 1661 til Danmark og blev her modtaget med åbne arme. 18. januar samme år blev han udnævnt til chef for Livgarden til Hest, der i de samme dage blev oprettet som et særligt elitekorps. 
4. november samme år blev han gift med Christence Lykke. Hun var født 14. april 1636 på Gisselfeld og var en datter af den rige Frands Lykke og Elisabeth Brok, altså en søster til den bekendte, ulykkelige Cai Lykke. Hun havde i sin barndom af Christian 4 været udset til brud for hans søn Ulrik Christian Gyldenløve, men blev 1655 gift med Frants Brockenhuus til Sebber Kloster, der døde 1660. Skønt den unge enke straks måtte sælge en del af sine store ejendomme, var hun dog et godt parti for den fremmede officer, der søgte sin lykke og fandt den ved sit giftermål med hende. Hun ejede Svanholm i Horns Herred og Overgård ved Mariager, som han opbyggede. Et par år efter købte han Harridslevgård på Fyn, der hørte til Corfitz Ulfeldts konfiskerede ejendomme. Senere skænkede kongen ham Skjerngård mellem Randers og Viborg. Hans hustru døde allerede 11. juli 1667, men 2 år efter giftede han sig atter, med Augusta Elisabeth Rumohr af huset Roest, datter af Henrik Roest og Ide Brockdorff. Da Arenstorff nu følte sig fast knyttet til Danmark, blev han 1670 naturaliseret som dansk adelsmand, og var i høj grad i gunst hos sin konge. Han blev samme år chef for det sjællandske Rytterregiment og var således chef for 2 hærafdelinger; han blev endvidere i 1672 assessor i Krigskollegiet, 1673 generalmajor og efter troppesamlingen i Almind ved Kolding Ridder af Dannebrog i 1674. Han deltog derefter i felttoget i Pommern og Mecklenburg i 1675 som generalløjtnant, hvortil han blev udnævnt 8. juli samme år. Arenstorff var en mand af indflydelse i hæren såvel som ved hoffet, og han tog en ikke ringe del i de intriger, som førte til Griffenfelds fald. Han hørte til dennes værste fjender, fordi – har man fortalt – Griffenfeld ikke behandlede ham med tilstrækkelig høflighed, og han fik det for andre så lidet misundelsesværdige hverv at være den, som anholdt rigskansleren i kongens forgemak 11. marts 1676 og førte ham til biblioteket og derfra om aftenen til fængslet på Kastellet. Senere hørte han også til de mænd, som dømte den store statsmand til døden. Et par måneder efter denne begivenhed begyndte felttoget i Skåne, og her er det først, at Arenstorff får en større og selvstændig kommando i selve krigen. Han var i lejren ved Kongens Lyngby på Sjælland udset til at føre hærens højre fløj, og i Slaget ved Lund 1676 slog han og den tapre general Meerheim den svenske hærs venstre fløj så fuldstændigt, at slaget, hvis der var blevet kæmpet lige så godt og dygtigt over hele den danske linje, næppe var endt med den danske hærs og kongens flugt. Da overgeneralen, broderen Carl von Arenstorff, faldt i slagets begyndelse, overgav Christian 5, før han forlod slagmarken, kommandoen til Frederik von Arenstorff, der lovede at vinde slaget. Men øjeblikket var gået tabt. Trods en sidste heltemodig kamp måtte hæren trække sig tilbage og indlede retræten.
Der blev nedsat en kommission til at undersøge og dømme i hans sag. 7. november blev han dømt fra "Ære, Liv og Gods", fordi han havde påtaget sig at føre hæren, og fordi han desuagtet ikke havde fulgt krigsrådets beslutning om at undsætte de danske styrker ved Kristiansstad. Skønt Arenstorff langt fra kan betragtes som værende skyldfri, kan man dog ikke lade være med at se ham som et offer for politikken, der krævede en syndebuk for de højst uheldige kommandoforhold. Først 5. juni året efter afsagde kongen den endelige dom, der på grund af hans tidligere forhold i Slaget ved Lund og af hensyn til hans broders fortjenester for staten blev formildet til, at han skulde miste sin charge, forlade København og betale en større bøde til Kvæsthuset. Men rygtet beskyldte ham for at være landsforræder, og for at have handlet under dække med den fjendtlige hær, i hvilken han før havde tjent. Ikke desto mindre kom Arenstorff atter til nåde igen og blev brugt i forskellige administrative kommissioner, der angik ryttergodset m.m., men han hvilede ikke, før han igen havde fået fuld æresoprejsning, igen havde erhvervet sig sine tidligere høje stillinger og atter kunde vise sig ved hoffet. At dette lykkedes ham, skyldte han vistnok meget sin ven og landsmand, kongens daværende yndling, Adam Levin Knuth. 
30. november 1686 blev han udnævnt til gehejmeråd, general over militsen og kommanderende general i Slesvig og Holsten. 
1687 blev han direktør for krigshospitalet og 1688 general over hæren i Danmark. Det var dog på ingen måde hans hensigt atter at påtage sig noget ansvar, desuden var hans helbred nedbrudt, og allerede 1689 afgik han ved døden. Arenstorff blev begravet i Udbyneder Kirke nord for Randers. Hans enke døde først 1728.